# Phrynobatrachus albomarginatus
Phrynobatrachus albomarginatus és una espècie de granota que viu a la República Democràtica del Congo.